# Lissospira dalli
Lissospira dalli is een slakkensoort uit de familie van de Skeneidae. De wetenschappelijke naam van de soort is voor het eerst geldig gepubliceerd in 1882 door A. E. Verrill.